# Castello di Fushimi
Il castello di Fushimi (伏見城?, Fushimi-jō) è un castello situato a sud di Kyoto, vicino al famoso Santuario di Fushimi Inari-taisha. È chiamato anche castello di Momoyama o di Fushimi-Momoyama, dal giapponese Momoyama ("montagna delle pesche") in riferimento ai numerosi alberi di pesco ivi piantati.

## Storia

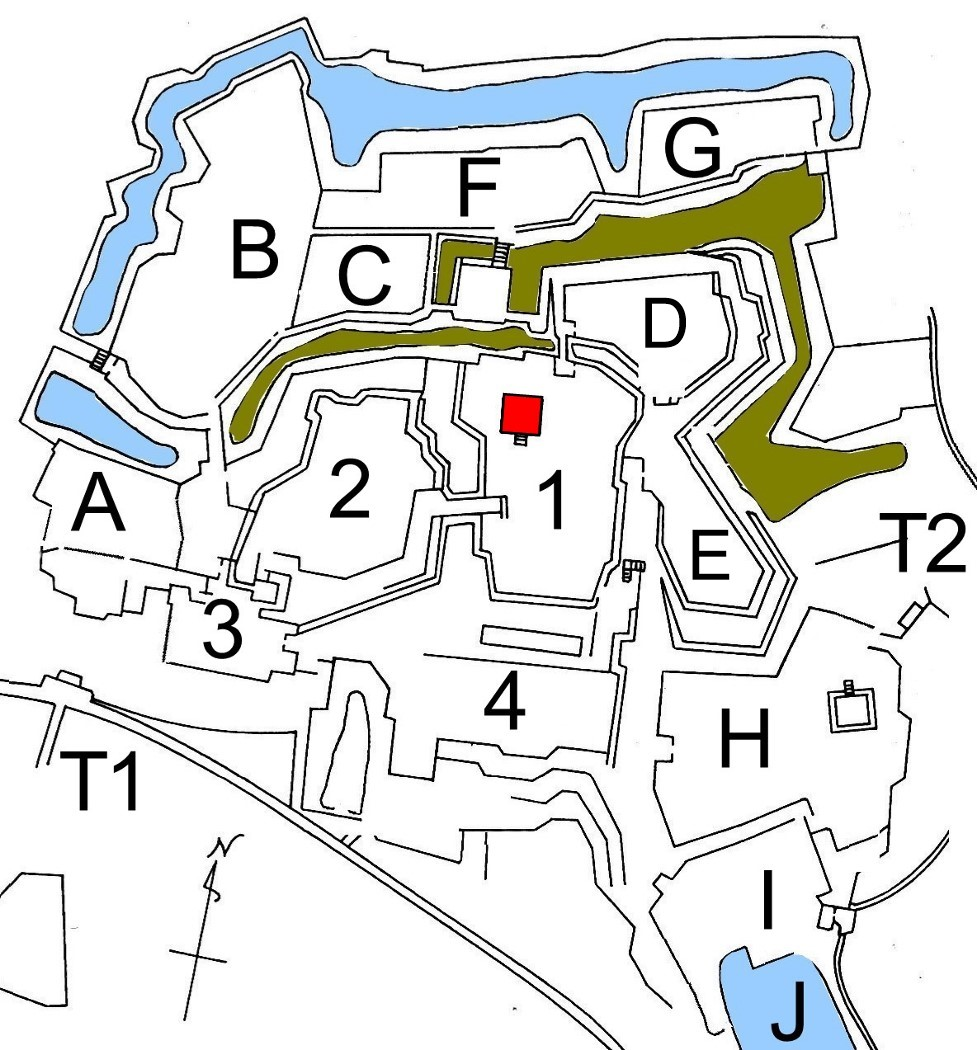
Pianta del complesso

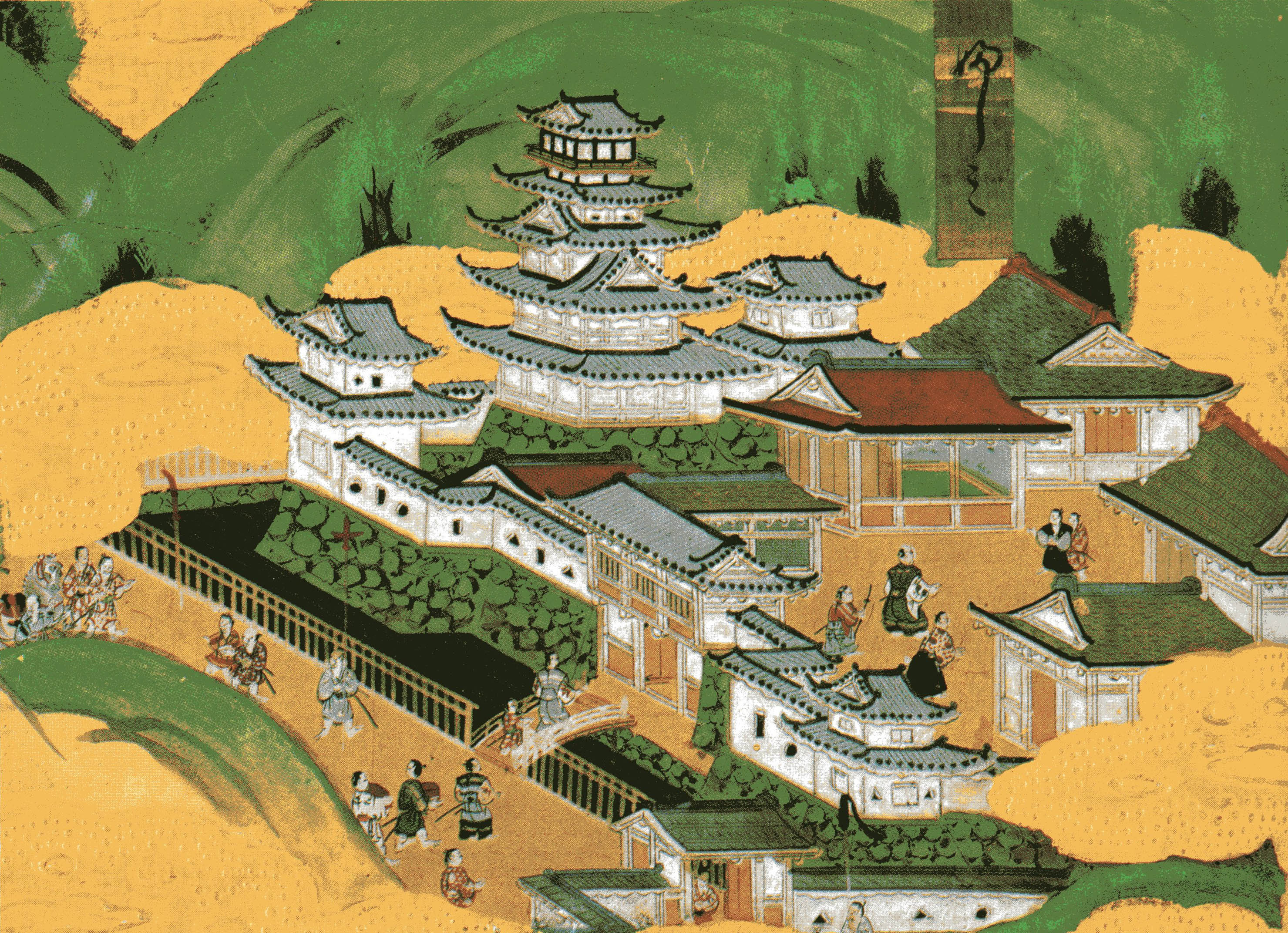
Castello di Fushimi durante lo shogunato di Tokugawa Ieyasu

La costruzione del castello avvenne negli anni 1592-1594 sotto Toyotomi Hideyoshi, noto per aver guidato l'invasione della Corea e il quale morì in questo stesso castello nel 1598. Venne costruito come dimora fortificata e di riposo, piuttosto che per scopo difensivo e furono necessari tra i 20.000 e i 30.000 lavoratori. Si ritiene che sia stata scelta questa ubicazione per tassare nelle regioni nord-orientali del Giappone, dopo aver già coinvolto le regioni sud-occidentali per la spedizione in Corea. Solo due anni dopo, però, nel 1596, il castello fu distrutto da un terremoto e poi ricostruito. Successivamente, difeso da Torii Mototada, finì sotto assedio da parte di Ishida Mitsunari. Anche venendo a sapere dell'arrivo di una forza di 40.000 uomini, Mototada scelse di restare a difenderlo, permettendo a Tokugawa Ieyasu di proseguire la sua campagna verso ovest e consolidare il dominio in Giappone con la battaglia di Sekigahara. I difensori resistettero all'assedio per undici giorni, ma alla fine si dovettero arrendere suicidandosi. Quando arrivò Tokugawa il sangue era ormai irremovibile dal pavimento. Il castello finì per essere demolito nel 1623 in base alle nuove norme sulle fortezze elaborate dal regime di Tokugawa. Il terzo shogun del periodo Edo inviò diverse parti dell'edificio demolito in altri castelli e templi del Giappone: le parti imbevute di sangue, in particolare, andarono a cinque templi della prefettura di Kyoto. Nel 1912 venne costruito in questo sito un mausoleo all'imperatore Meiji, così come anche a Nogi Maresuke. Il castello attuale è stato ricostruito in cemento nel 1964, in una posizione diversa dall'originale per via delle tombe, ed entrando a far parte del parco a tema Castle Entertainment Park. Tuttavia il castello è stato chiuso nel 2003 e da allora non è più visitabile. Dal 2007 sono, invece, visitabili i giardini, dove si trovano anche dei campi da calcio e baseball.